# Robert Mark Kamen
Robert Mark Kamen (* 9. Oktober 1947 in der Bronx, New York City) ist ein US-amerikanischer Drehbuchautor. Er ist insbesondere im Bereich des Actionfilms tätig.

## Leben
Kamen ist in New York City geboren und aufgewachsen. Er studierte an der dortigen New York University Literatur und erlangte einen Abschluss. Später promovierte Kamen an der University of Pennsylvania im Bereich der American Studies.
Kamen verbrachte ein Jahr in Afghanistan und verfasste 1971 über diese Zeit ein autobiographisches Buch. Auf dieser Grundlage schrieb er auch ein Drehbuch, welches von Warner Brothers käuflich erworben wurde, ohne jedoch verfilmt zu werden. Im Jahr darauf verfasste er das Drehbuch zu Die Kadetten von Bunker Hill. 1989 trat Kamen als Produzent in Erscheinung und beteiligt sich an der Comicverfilmung The Punisher.
2003 war Kamen als Ausführender Produzent an mehreren Episoden der kurzlebigen Fernsehserie Black Sash beteiligt, die auch auf seine Ideen zurückgeht.
Zu Beginn der 1990er Jahre war Kamen als script assassin für Warner Brothers aktiv. 1993 lernte er in diesem Zusammenhang Luc Besson kennen. Seither arbeitet Kamen eng mit dem Regisseur und Produzenten Besson zusammen. Kamen verfasste eine Vielzahl an Drehbüchern für dessen Produktionen. Ein anderer Regisseur, mit dem er einige Male kooperierte, war John G. Avildsen. Gemeinsam arbeiteten sie an den ersten drei Teilen der Karate-Kid-Reihe. 
Kamen war auf Grund seines Drehbuches zu Karate Kid III 1990 für die Goldene Himbeere nominiert.

## Filmografie (Auswahl)
- 1981: Die Kadetten von Bunker Hill (Taps)
- 1982: Das Idol (Split Image)
- 1984: Karate Kid (The Karate Kid)
- 1986: Karate Kid II – Entscheidung in Okinawa (The Karate Kid, Part II)
- 1989: Karate Kid III – Die letzte Entscheidung (The Karate Kid, Part III)
- 1992: Fäuste – Du mußt um Dein Recht kämpfen (Gladiator)
- 1992: Im Glanz der Sonne (The Power of One)
- 1992: Brennpunkt L.A. – Die Profis sind zurück (Lethal Weapon 3)
- 1995: Dem Himmel so nah (A Walk in the Clouds)
- 1997: Das fünfte Element (The Fifth Element)
- 2001: Kiss of the Dragon
- 2005: Transporter – The Mission (Le Transporteur II)
- 2008: 96 Hours (Taken)
- 2008: Transporter 3
- 2011: Colombiana
- 2012: 96 Hours – Taken 2 (Taken 2)
- 2014: 96 Hours – Taken 3 (Taken)
- 2016: The Warriors Gate
- 2019: Angel Has Fallen